# Arthur Cayley
Arthur Cayley FRS (/ˈkeɪli/; sinh ngày 16 tháng 8 năm 1821 – mất ngày 26 tháng 1 năm 1895) là nhà toán học Anh làm việc chủ yếu với đại số. Ông giúp thành lập ra các trường đại học Anh hiện đại cho toán học thuần túy.
Khi còn bé, Cayley thích giải những bài toán khó để giải trí. Ông được học tại đại học Trinity, Cambridge, nơi ông xuất sắc trong các môn tiếng Hy Lạp, tiếng Pháp, tiếng Đức, và tiếng Ý, cũng như toán học.  Sau đó , ông làm luật sư trong suốt 14 tháng.
Ông là người đưa ra định lý Cayley–Hamilton— rằng mọi ma trận vuông là nghiệm của chính đa thức đặc trưng của nó, và chứng thực kết quả với các ma trận bậc hai và bậc ba. Ông là một trong những người đầu tiên đưa ra khái niệm nhóm trong toán học hiện đại — là một tập đi kèm phép toán hai ngôi thỏa mãn một số tiên đề nào đó. Trước đó, khi các nhà toán học nói đến "nhóm", ý của họ thường là các nhóm hoán vị. Bảng Cayley và đồ thị Cayley cũng như định lý Cayley được đặt tên để vinh danh ông.

## Di sản
Cayley được chôn tại nghĩa trang Mill Road, Cambridge.
Chân dung của Cayley năm 1874 vẽ bởi Lowes Cato Dickinson và một chân dung khác vào 1884 vẽ bởi William Longmaid đều nằm trong bộ sưu tầm của đại học Trinity, Cambridge.
Một số thuật ngữ được tên theo ông:
- Định lý Cayley
- Định lý Cayley–Hamilton trong đại số tuyến tính
- Định lý Cayley–Bacharach
- Đại số Grassmann–Cayley
- Định thức Cayley–Menger
- Xây dựng Cayley–Dickson
- Đại số Cayley (Octonion)
- Đồ thị Cayley
- Số Cayley
- Sextic của Cayley
- Bảng Cayley
- Thuật toán Cayley–Purser
- Công thức Cayley
- Metric Cayley–Klein
- Mô hình Cayley–Klein của hình học hyperbol
- Tiến trình Ω của Cayley
- mặt phẳng Cayley
- Biến đổi Cayley
- Miệng núi lửa Cayley trên mặt trăng
- Bẫy chuột của Cayley — trò chơi thẻ bài
- Cayleyan
- Công thức Chasles–Cayley–Brill
- Hyperdeterminant
- Quippian
- Tetrahedroid

## Các nguồn khác
- Cayley, Arthur (1996) [1883], "Presidential address to the British Association", trong Ewald, William (biên tập), From Kant to Hilbert: a source book in the foundations of mathematics. Vol. I, II, Oxford Science Publications, The Clarendon Press Oxford University Press, tr. 542–573, ISBN 978-0-19-853271-2, MR 1465678, Reprinted in collected mathematical papers volume 11
- Crilly, Tony (1995), "A Victorian Mathematician: Arthur Cayley (1821–1895)", The Mathematical Gazette, 79 (485), The Mathematical Association: 259–262, doi:10.2307/3618297, ISSN 0025-5572, JSTOR 3618297, S2CID 188006684
- Crilly, Tony (2006), Arthur Cayley. Mathematician laureate of the Victorian age, Johns Hopkins University Press, ISBN 978-0-8018-8011-7, MR 2284396
- Macfarlane, Alexander (2009) [1916], Lectures on Ten British Mathematicians of the Nineteenth Century, Mathematical monographs, quyển 17, Cornell University Library, ISBN 978-1-112-28306-2 (complete text at Project Gutenberg)